# Daleszyce (gmina 1870–1954)
Daleszyce (do 1870 miasto Daleszyce, od 1973 Daleszyce) – dawna gmina wiejska istniejąca do 1954 roku w woj. kieleckim. Siedzibą władz gminy były Daleszyce. 
Gmina Daleszyce powstała za Królestwa Polskiego w powiecie kieleckim w guberni kieleckiej 13 stycznia 1870 z obszaru pozbawionych praw miejskich Daleszyce; równocześnie do nowej gminy dołączono kilka wsi z sąsiednich gmin Mąchocice, Krajno, Napęków, Suków i Szczecno. W połowie 1870 roku do gminy Daleszyce włączono pozostały obszar zniesionej gminy Napęków
W okresie międzywojennym gmina Daleszyce należała do powiatu kieleckiego w woj. kieleckim. Po wojnie gmina zachowała przynależność administracyjną. Według stanu z dnia 1 lipca 1952 roku gmina składała się z 9 gromad.
Jednostka została zniesiona 29 września 1954 roku wraz z reformą wprowadzającą gromady w miejsce gmin. Po reaktywowaniu gmin z dniem 1 stycznia 1973 utworzono w tymże powiecie i województwie gminę Daleszyce o innym składzie administracyjnym.